# Campionati europei di cricket T10 maschile 2023 - Qualificazioni
Le qualificazioni ai Campionati europei di cricket T10 maschile 2023 si sono svolte dal 25 settembre al 14 ottobre a Cártama, in Spagna: al torneo hanno partecipato 30 squadre. 
Le nazionali qualificate al torneo sono state:
| Metodo di qualificazione | Posti | Squadre     |
| ------------------------ | ----- | ----------- |
| Campione uscente         | 1     | Paesi Bassi |
| Gruppo A                 | 1     | Spagna      |
| Gruppo B                 | 1     | Jersey      |
| Gruppo C                 | 1     | Italia      |
| Gruppo D                 | 1     | Irlanda     |
| Gruppo E                 | 1     | Inghilterra |
| Gruppo F                 | 1     | Germania    |
| Totale                   | 7     |             |

## Risultati

### Girone A
| Pos. | Squadra      | Pt | G | V | P | NRR    |
| ---- | ------------ | -- | - | - | - | ------ |
| 1.   | Spagna       | 8  | 4 | 4 | 0 | +4.040 |
| 2.   | Francia      | 6  | 4 | 3 | 1 | +5.541 |
| 3.   | Isola di Man | 4  | 4 | 2 | 2 | -2.027 |
| 4.   | Grecia       | 2  | 4 | 1 | 3 | -2.581 |
| 5.   | Rep. Ceca    | 0  | 4 | 0 | 3 | -3.867 |

      Qualificata

### Girone B
| Pos. | Squadra  | Pt | G | V | P | NRR    |
| ---- | -------- | -- | - | - | - | ------ |
| 1.   | Jersey   | 8  | 4 | 4 | 0 | +8.555 |
| 2.   | Guernsey | 6  | 4 | 3 | 1 | +2.902 |
| 3.   | Belgio   | 4  | 4 | 2 | 2 | +3.832 |
| 4.   | Bulgaria | 2  | 4 | 1 | 3 | -6.162 |
| 5.   | Croazia  | 0  | 4 | 0 | 3 | -8.681 |

      Qualificata

### Girone C
| Pos. | Squadra   | Pt | G | V | P | NRR    |
| ---- | --------- | -- | - | - | - | ------ |
| 1.   | Italia    | 6  | 4 | 3 | 1 | +4.967 |
| 2.   | Danimarca | 6  | 4 | 3 | 1 | +4.592 |
| 3.   | Svezia    | 6  | 4 | 3 | 1 | +3.107 |
| 4.   | Estonia   | 2  | 4 | 1 | 3 | -3.879 |
| 5.   | Serbia    | 0  | 4 | 0 | 3 | -8.683 |

      Qualificata

### Girone D
| Pos. | Squadra   | Pt | G | V | P | NRR    |
| ---- | --------- | -- | - | - | - | ------ |
| 1.   | Irlanda   | 8  | 4 | 4 | 0 | +7.975 |
| 2.   | Ungheria  | 6  | 4 | 3 | 1 | +4.587 |
| 3.   | Austria   | 4  | 4 | 2 | 2 | +0.687 |
| 4.   | Finlandia | 2  | 4 | 1 | 3 | -3.800 |
| 5.   | Turchia   | 0  | 4 | 0 | 3 | -9.167 |

      Qualificata

### Girone E
| Pos. | Squadra     | Pt | G | V | P | NRR    |
| ---- | ----------- | -- | - | - | - | ------ |
| 1.   | Inghilterra | 8  | 4 | 4 | 0 | +4.676 |
| 2.   | Svizzera    | 6  | 4 | 3 | 1 | +1.689 |
| 3.   | Romania     | 4  | 4 | 2 | 2 | +0.402 |
| 4.   | Malta       | 2  | 4 | 1 | 3 | -1.137 |
| 5.   | Cipro       | 0  | 4 | 0 | 3 | -5.364 |

      Qualificata

### Girone F
| Pos. | Squadra     | Pt | G | V | P | NRR    |
| ---- | ----------- | -- | - | - | - | ------ |
| 1.   | Germania    | 6  | 4 | 4 | 0 | +4.015 |
| 2.   | Portogallo  | 6  | 4 | 3 | 1 | +1.114 |
| 3.   | Norvegia    | 4  | 4 | 2 | 2 | +0.907 |
| 4.   | Scozia      | 2  | 4 | 1 | 3 | -1.638 |
| 5.   | Lussemburgo | 0  | 4 | 0 | 3 | -4.208 |

      Qualificata